# 驰神星
驰神星（36 Atalante）是第36颗被人类发现的小行星，于1855年10月5日发现。驰神星的直径为105.6千米，质量为1.2×1018千克，公转周期为1662.831天。
馳神星以希臘神話的人物阿塔兰忒命名。